# François Dautrebande
 François Joseph Dominique Auguste Dautrebande, né à Namur, le 4 octobre 1786 et décédé à Huy le 7 octobre 1862 fut un homme politique belge francophone libéral.
Il fut industriel, propriétaire-gérant des Forges et Hauts-Fourneaux de Huy et de la Fabrique de fer de Huy.
Il fut bourgmestre de Huy et membre du parlement,,.